# 流水镇 (安康市)
流水镇，是中华人民共和国陕西省安康市汉滨区下辖的一个行政建制镇。
2011年，陕西省人民政府调整全省乡镇，撤香山乡划归大同镇和流水镇。2015年，陕西省民政厅批复同意撤销新坝镇，将良田、东安、新坝、黄泥、群垭、碾坪、太行、劳武、庆丰9个村划归流水镇。

## 行政区划
流水镇下辖以下地区：
流水街道社区、窑头村、愚公村、星火村、新庄村、七星村、学坊垭村、快活村、田心村、王河村、三坪村、凤凰村、双垭村、新堰村、腰店村、河心村、大岭村、三湾村、香山村、新坝社区、群垭村、碾坪村、新坝村、太行村、劳武村、黄泥村、庆丰村、良田村和东安村。